# سجن النقب (كتسيعوت)
سجن كتسيعوت (بالعبرية: בית סוהר קציעות) أو سجن النقب الصحراوي أو أنصار3 هو معتقل إسرائيلي موجود في صحراء النقب على بعد 45 كيلومتر إلى الجنوب الغربي من بئر السبع . وهو أكبر مركز احتجاز إسرائيلي من حيث مساحة الأرض، ويشمل 400,000 متر مربع .
خلال الانتفاضة الأولى، كان موقع السجن أكبر مخيم احتجاز يديره الجيش الإسرائيلي. وقد كان يحوي ثلاثة أرباع جميع الفلسطينيين المحتجزين من قبل الجيش، وأكثر من نصف جميع الفلسطينيين المحتجزين في إسرائيل وفقا لهيومن رايتس ووتش، في عام 1990 كان واحد من كل 50 شخص من سكان الضفة الغربية وغزة الذكور الأكبر سنا من 16 محتجزين فيه. كما كان يعرف من قبل الفلسطينيين باسم أنصار ثلاثة بعد معسكر الاعتقال المماثل الذي أقيم في جنوب لبنان من قبل إسرائيل خلال احتلال جنوب لبنان (1982-2000). افتتح سجن كتسيعوت في مارس 1988 وأغلق في عام 1995 ثم أعيد فتحه في عام 2002 خلال الانتفاضة الثانية.

## انطر أيضًا
- كريم يونس